# ブラッグタウン
『ブラッグタウン』（Braggtown）は、アメリカ合衆国のジャズ・サクソフォーン奏者、ブランフォード・マルサリスが2006年に発表したスタジオ・アルバム。

## 背景
マルサリスのレギュラー・カルテットによる録音だが、当時は各メンバーが個々の活動を行っており、本作のためのレコーディング・セッションで、4か月ぶりに4人が揃ったという。ジェフ・テイン・ワッツ作の「ブラックジラ」は、ゴジラシリーズで使用された伊福部昭の曲がモチーフとなっている。
本作のジャケット写真は、ダーラム・ブルズ・アスレチック・パーク内にあるダーラム・ブルズのクラブハウスで撮影された。

## 反響・評価
母国アメリカでは『ビルボード』のジャズ・アルバム・チャートで14位に達した。第49回グラミー賞では、収録曲「ホープ」が最優秀ジャズ・インストゥルメンタル・ソロ賞にノミネートされた。
Matt Collarはオールミュージックにおいて5点満点中4点を付け「このグループが得意としている、逞しさと繊細さを合わせ持ったインタープレイに似つかわしいオリジナル曲のコレクション」と評している。また、John Fordhamは『ガーディアン』紙のレビューで5点満点中4点を付け、アルバムの全体像に関して「高い熱量と夢心地のバラードが、おおむね均等なバランスにある」、収録曲「ジャック・ベイカー」に関して「初期コルトレーン・カルテットの名演を思わせるが、マルサリスは彼ならではの、神秘的でヴァイオリン風の音色を駆使している」と評している。

## 収録曲
特記なき楽曲はブランフォード・マルサリス作。
1. ジャック・ベイカー - "Jack Baker" - 14:12
2. ホープ - "Hope" (Joey Calderazzo) - 11:02
3. フェイト - "Fate" - 8:24
4. ブラックジラ - "Blakzilla" (Jeff "Tain" Watts) - 12:39
5. オ・ソリチュード - "O Solitude" (Henry Purcell) - 7:48
6. サー・ロデリック、ジ・アルーフ - "Sir Roderick, the Aloof" - 5:44
7. ブラック・エルク・スピークス - "Black Elk Speaks" (Eric Revis) - 14:19

### 日本盤ボーナス・トラック
1. ラフィン&トーキン・ウィズ・ヒグ - "Laughin' & Talkin' with Higg" (J. Watts) - 7:45

## 参加ミュージシャン
- ブランフォード・マルサリス - サクソフォーン
- ジョーイ・カルデラッツォ - ピアノ
- エリック・レヴィス - ダブル・ベース
- ジェフ・テイン・ワッツ - ドラムス